# Dècada del 1600 aC
Resum dels esdeveniments de la dècada del 1600 aC:

## Esdeveniments
- Vers 1600 aC governa a Assur un usurpador de nom Shuninua, dècim successor d'Adasi, fundador de la dinastia
- Vers el 1600 aC: l'Imperi Hitita antic, que tenia capital a Kussara, la té ara a Hattusa. Governa Mursilis I, successor d'Hattusil I.